# Choc des cultures des missions californiennes
Le choc des cultures des missions californiennes s'est produit dans les missions espagnoles en Californie, pendant les ères de contrôle espagnole de Las Californias-Nouvelle-Espagne, et mexicaine de l'Alta California, avec des conséquences durables, après la création d'un État américain. Les missions étaient des avant-postes religieux établis par les franciscains catholiques espagnols, de 1769 à 1823, dans le but de protéger le territoire espagnol par des colonies, et convertir les Amérindiens de Californie à la religion chrétienne.
L'occupation espagnole de la Californie a eu des conséquences négatives sur les cultures et les populations amérindiennes, à la fois celles avec lesquelles les missionnaires étaient en contact, et d'autres qui étaient des partenaires commerciaux traditionnels. Ces aspects ont fait l'objet de plus de recherches au cours des dernières décennies.

## Histoire de l'ère espagnole
L'une des tâches assignées aux premiers explorateurs espagnols de Californie fut de rendre compte des peuples autochtones qui s'y trouvaient. L'expédition Portolá de 1769-1770 fut la première exploration terrestre européenne, atteignant jusqu'au nord que la baie de San Francisco. Plusieurs membres de l'expédition tinrent des journaux qui, entre autres, décrivaient les interactions et les observations avec les indigènes. Le plus détaillé de ces journaux fut celui du missionnaire franciscain Juan Crespí. Un rapport rédigé plus tard par Pedro Fages, l'un des officiers militaires de l'expédition, fut également influent.

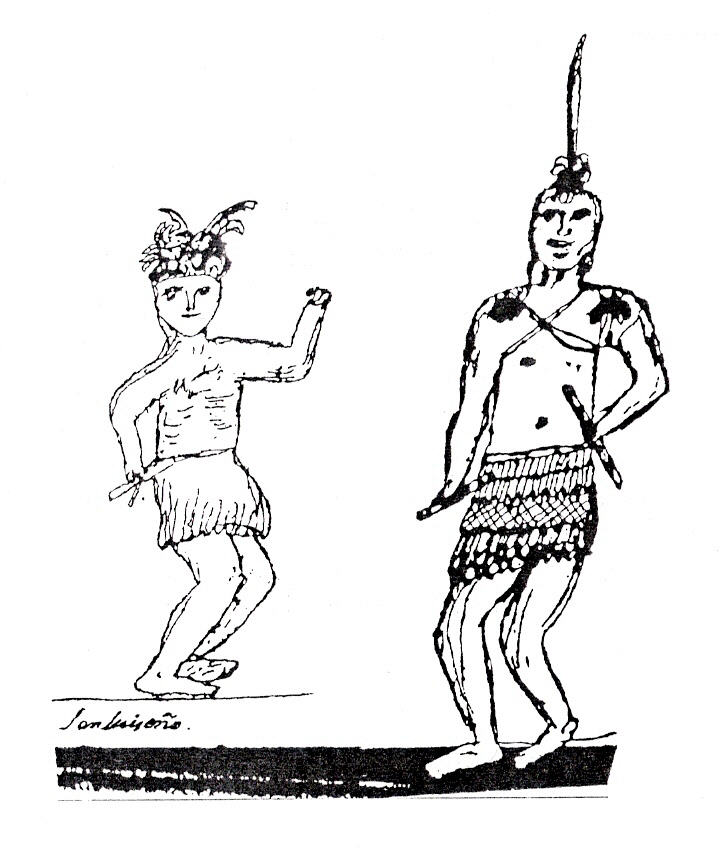
Pablo Tac, qui vivait à la Mission San Luis Rey dans les années 1820 et 1830, fit ce dessin représentant deux jeunes hommes portant des jupes de ficelle et de plumes avec des décorations en plumes sur la tête, des hochets dans leurs mains et (peut-être) des décorations peintes sur leur corps.

Avant que les padres puissent abandonner leurs missions intérimaires et commencer à travailler sur des structures plus permanentes, ils devaient d'abord attirer et convertir un nombre suffisamment important d'autochtones qui constitueraient la majeure partie de leur main-d'œuvre. Les prêtres offrirent des perles, des vêtements, des couvertures et même de la nourriture aux « gentiles » pour les attirer vers les perspectives de la vie missionnaire et les convaincre de s'installer dans l'enceinte de la mission ou dans un village voisin. On s'attendait à ce que chaque autochtone consacre un certain nombre d'heures de travail chaque semaine à la fabrication d'adobes ou de tuiles, à travailler dans des équipes de construction, à réaliser un certain type d'artisanat ou à cultiver. Les femmes tissaient des vêtements, préparaient les repas, lavaient le linge et étaient généralement responsables de toutes les tâches ménagères de la mission.

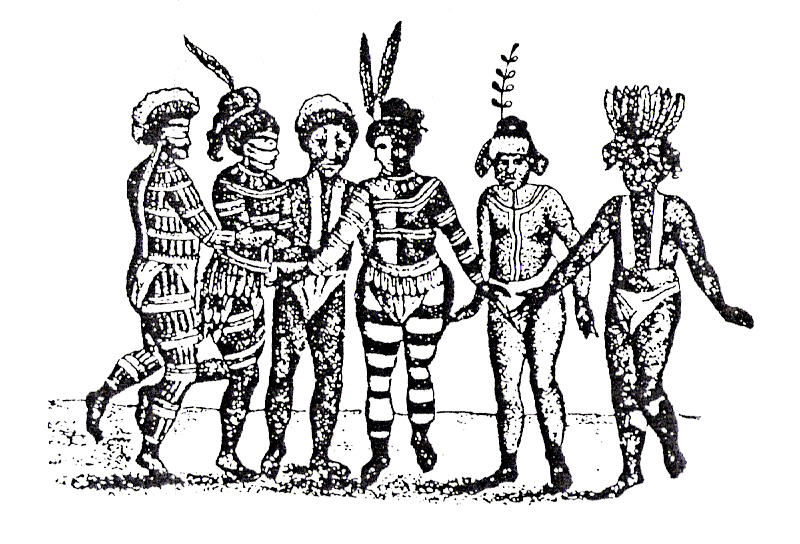
Georg von Langsdorff, premier visiteur en Californie, dessina un groupe de danseurs Ohlone-Costeño à la Mission San José en 1806. « Les cheveux de ces personnes sont très grossiers, épais et dressés; chez certains, ils sont poudrés de plumes de duvet », notz Langsdorff. « Leurs corps sont fantastiquement peints avec de la poussière de charbon de bois, de l'argile rouge et de la craie. Le premier danseur est orné partout de plumes de duvet, ce qui lui donne une apparence de singe; le plus arrière a eu l'idée fantaisiste de peindre son corps pour imiter l'uniforme d'un soldat espagnol, avec ses bottes, ses bas, sa culotte et ses hauts. "

La hiérarchie du pouvoir dans les missions était une cause majeure de conflit culturel entre les missionnaires franciscains et les Amérindiens. Les missionnaires déléguèrent l'autorité aux fonctionnaires amérindiens qui détenaient souvent le pouvoir au sein de leurs propres tribus, mais cette autorité était en conflit avec leurs propres valeurs culturelles. L'organisation sociale en Californie avant le contact est à peine enregistrée, mais une élite dirigeante présidait aux roturiers et à une classe inférieure, déterminée par la lignée et l'héritage culturel. Inversement, la structure du pouvoir de la mission fut déterminée par des élections, éliminant la hiérarchie sociale traditionnelle amérindienne et la remplaçant par un système fortement surveillé et souvent contrôlé par les franciscains.
Les fonctionnaires amérindiens étaient souvent chargés de maintenir la paix entre les missionnaires et les habitants amérindiens, ce qui augmentait les frictions entre les fonctionnaires et leurs homologues non élus. Concernant le devoir des fonctionnaires, Junípero Serra écrivit dans une lettre à son subordonné de confiance Fermín Lasuén : "Demandez-lui de s'acquitter de cette fonction afin que, sans faillir au moindre degré à son devoir envers son supérieur, les Indiens puissent avoir une opinion moins exaltée des pères qu'ils n'en ont eu jusqu'à présent. " 
En 1811, le vice-roi espagnol au Mexique envoya un interrogatorio (questionnaire) à toutes les missions d'Alta Californie concernant les coutumes, la disposition et la condition des Indiens de la mission. Les réponses, dont la longueur, l'esprit et même la valeur des informations variaient considérablement, furent recueillis et précédés par le Père-Président d'une brève déclaration générale ou d'un résumé. Il fut envoyé une compilation au gouvernement de la vice-royauté. La nature contemporaine des réponses, aussi incomplètes ou biaisées qu’elles puissent être, est néanmoins d’une valeur considérable pour les ethnologues modernes. Les Indiens notamment passaient une grande partie de leurs journées à apprendre sur la foi chrétienne et assistaient à des offices religieux plusieurs fois par jour (Frère Gerónimo Boscana, un érudit franciscain qui fut en poste à la Mission San Juan Capistrano pendant plus d'une décennie à partir de 1812, compila ce qui est largement considérée comme l'étude la plus complète des pratiques religieuses préhistoriques dans la vallée de San Juan Capistrano) .

## Histoire de l'ère mexicaine

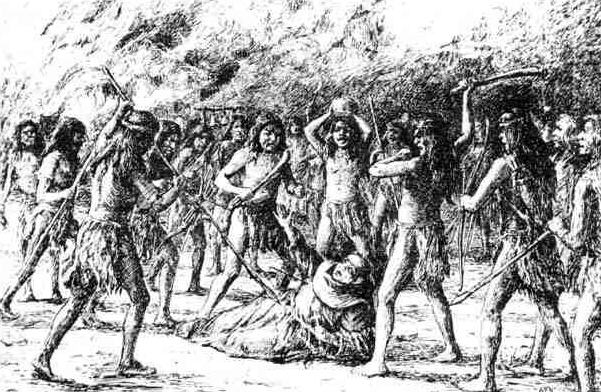
Une illustration représente la mort brutale du père Luís Jayme par les mains d'indigènes en colère à la mission San Diego de Alcalá, le 4 novembre 1775. Le soulèvement fut le premier d'une douzaine d'incidents similaires qui ont eu lieu en Alta California pendant la période de la mission; cependant, la plupart des rébellions avaient tendance à être localisées et de courte durée en raison de l'armement supérieur des Espagnols (la résistance indigène prenait plus souvent la forme de non-coopération, de désertion et de raids sur le bétail de mission) ,.

Lorsque l'Espagne perdit le contrôle de Las Californias et de toute la Nouvelle-Espagne, en raison du succès de la guerre d'indépendance du Mexique, elle laissa principalement des missionnaires franciscains espagnols —  largement suspects pour le nouveau gouvernement mexicain —, gérant les complexes de construction de missions dans la nouvelle Alta California. La Loi de sécularisation mexicaine de 1833 mit fin au système de mission. La plupart des terres agricoles de premier choix étaient occupées par les Californios, avec les concessions de terres espagnoles qui demeuraient, et qui avaient tendance à utiliser les peuples indiens par une forme d'esclavagisme. La période de concession de terre mexicaine, forma encore plus de ranchos en Californie, à partir de terres missionnaires et amérindiennes.

## Recherche contemporaine
De nombreux débats récents ont surgi quant au traitement réel des Indiens pendant la période des missions, et les érudits amérindiens affirment que le système de la mission californienne est directement responsable du déclin des populations amérindiennes. Pendant de nombreuses années, il fut communément enseigné que les Indiens jouirent positivement de leur nouvelle vie, et que beaucoup furent capables de subvenir à leurs besoins, après la chute du système de mission, en utilisant les compétences qu'ils avaient acquises lors des missions. Les Indiens auraient souvent été autorisés à visiter leurs villages et auraient participé à de nombreuses cérémonies et célébrations tout au long de l'année à la demande de leurs bienfaiteurs. Les anthropologues modernes citent un préjugé culturel de la part des missionnaires qui les a aveuglés sur le sort des indigènes et les a amenés à développer de fortes opinions négatives sur les Amérindiens de Californie.

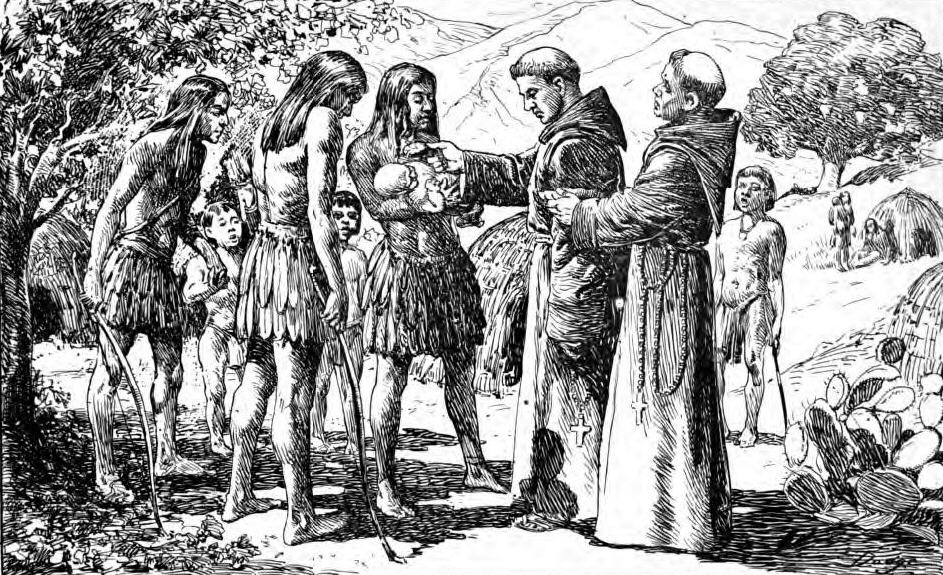
Les premiers baptêmes enregistrés en Alta Californie furent exécutés le 22 juillet 1769 dans "The Canyon of the Little Christians" dans ce qui est aujourd'hui le sud du comté d'Orange.

Des preuves ont maintenant été avancées qui placent les expériences des Amérindiens de Californie dans un contexte très différent. Par exemple, les femmes étaient cantonnées séparément des hommes, quel que soit leur état matrimonial. En outre, les croyances culturelles et spirituelles des Amérindiens sur le mariage, l'amour et le sexe furent régulièrement méprisées ou punies. Une fois qu'un Indien acceptait de faire partie de la communauté missionnaire, il ou elle se voyait interdire de la quitter sans la permission d'un padre, et à partir de là, menait une vie assez réglementée, apprenant la voie « civilisée » des Espagnols. Les Indiens étaient souvent soumis à des châtiments corporels et à d'autres mesures disciplinaires déterminées par les padres.
La canonisation de Junípero Serra continue de susciter un débat contemporain autour du traitement des Amérindiens, sous la coupe des missionnaires franciscains. En réaction à l'annonce du pape François qu'il canoniserait Serra en janvier 2015, une statue du Christ dans un cimetière de la Mission San Gabriel à Los Angeles fut renversée, et une pétition MoveOn visant à « éclairer » le pape sur « la tromperie, l'exploitation, l'oppression, l'esclavage et le génocide » des Amérindiens reçut plus de 10 000 signatures.

## Population
La population californienne avant le contact (225 000 personnes) fut réduite de 33 pour cent pendant la domination espagnole et mexicaine, mais cela fut principalement causé par des épidémies. Sous la domination américaine (à partir de 1848), alors que la plupart des 21 missions étaient en ruines, les pertes en vies autochtones furent catastrophique: 80% des autochtones moururent, laissant seulement 30 000 personnes en vie en 1870. Et près de la moitié de ces pertes ne furent pas dues à la maladie, mais au meurtre. La Basse-Californie connut une réduction similaire de la population indigène résultant des efforts de colonisation espagnols,.

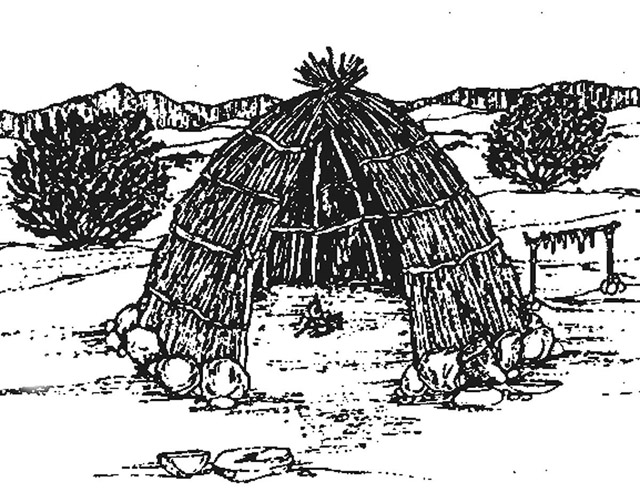
De nombreuses cultures autochtones ont construit des huttes en forme de cône (wikiups) faites de branches de saule recouvertes de broussailles ou de nattes en feuilles de tule. Les abris étaient principalement utilisés pour dormir ou comme refuge en cas de mauvais temps. Les Européens considéraient généralement ces artifices comme " ... une preuve de l'incapacité des Indiens à créer des structures plus sophistiquées ".

## Voir également
- Révolte des Pueblos
- Indiens des missions
- Population des autochtones de Californie
- Amérindiens aux États-Unis
- Colonisation espagnole de l'Amérique
- Las Californias
- Haute-Californie
- Ranchos de Californie
- Amérindiens
- Liste des peuples indigènes des Amériques
- Histoire des missions chrétiennes
- Genízaro

## Remarques
1. ↑  A historical, political, and natural description of California, by Pedro Fages and Herbert Ingram Priestley (1937). Berkeley: University of California Press.
2. ↑  Paddison, p. 130
3. ↑  Kelsey, p. 4
4. 1 2  Hackel, « The Staff of Leadership: Indian Authority in the Missions of Alta California », The William and Mary Quarterly, vol. 54, no 2,‎ 1997, p. 347–376 (ISSN 0043-5597, DOI 10.2307/2953277, JSTOR 2953277)
5. ↑  Serra, Junípero, A letter of Junipero Serra to the reverend father preacher Fray Fermin Francisco de Lasuen : a bicentennial discovery, Press in Hugus Alley, 1984 (OCLC 12667337)
6. ↑  Kroeber, p. 1
7. ↑  Kroeber, p. 2: "Some of the missionaries evidently regarded compliance with the instructions of the questionnaire as an official requirement which was perfunctorily performed. In many cases no answers were given various questions at certain of the missions."
8. ↑  Rawls, p. 26: Boscana deduced that the "Indians of California may be compared to a species of monkey" and described the native beliefs and customs as "horrible," "ludicrous," and "ridiculous."
9. ↑  Ruscin, p. 12
10. ↑  Paddison, p. 48
11. ↑  Engelhardt 1922, p. 12: Not all of the native cultures responded with hostility to the Spaniards' presence; Engelhardt portrayed the natives at Mission San Juan Capistrano (dubbed the "Juaneño" by the missionaries), where there was never any instance of unrest, as being "uncommonly friendly and docile." Father Juan Crespí, who accompanied 1769 expedition, described the first encounter with the area's inhabitants: "They came unarmed and with a gentleness which has no name they brought their poor seeds to us as gifts...The locality itself and the docility of the Indians invited the establishment of a Mission for them."
12. ↑  McCormack, Brian T. “Conjugal Violence, Sex, Sin, and Murder in the Mission Communities of Alta California.” Journal of the History of Sexuality 16, no. 3 (December 4, 2007): 391–415. doi:10.1353/sex.2007.0070.
13. ↑  McKanna, p. 15; also, per Hittell, p. 753: "Boscana himself and his brother missionaries were men of narrow range of thought, continually seeking among the superstitions of the natives for resemblances of the true faith and ever ready to catch at the slightest hints and magnify them into complicated dogmas corresponding afar of those they themselves taught."
14. ↑  Engelhardt, p. 258
15. ↑  Lippy, p. 47: "A matter of debate in reflecting on the role of Spanish missions concerns the degree to which the Spanish colonial regimes regarded the work of the priests as a legitimate religious enterprise and the degree to which it was viewed as a 'frontier institution,' part of a colonial defense program. That is, were Spanish motives based on a desire to promote conversion or on a desire to have religious missions serve as a buffer to protect the main colonial settlements and an aid in controlling the Indians?"
16. ↑  McCormack, Brian T. “Conjugal Violence, Sex, Sin, and Murder in the Mission Communities of Alta California.” Journal of the History of Sexuality 16, no. 3 (December 4, 2007): 391–415. doi:10.1353/sex.2007.0070.
17. ↑  Recovering History, Constructing Race: The Indian, Black, and White Roots of Mexican Americans; (Joe R. and Teresa Lozano Long Series in Latin American and Latino Art and Culture); Martha Menchaca; University of Texas Press, 2001; Pgs 138-147
18. 1 2  Orfalea, « Hungry for Souls: Was Junípero Serra a Saint? », Commonweal (consulté le 11 décembre 2015)
19. ↑  Rawls, p. 6: Estimates for the pre-contact populations of most native groups in California have been based on a number of different sources, and therefore vary substantially; see Population of Native California.
20. ↑  Cook, p. 200: When assessing the relative importance of the various sources of the native population decline in California, including Old World epidemic diseases, violence, nutritional changes, and cultural shock, it is clear that declines tended to be steepest in the areas directly affected by the missions and the Gold Rush. "The first (factor) was the food supply...The second factor was disease...A third factor, which strongly intensified the effect of the other two, was the social and physical disruption visited upon the Indian. He was driven from his home by the thousands, starved, beaten, raped, and murdered with impunity. He was not only given no assistance in the struggle against foreign diseases, but was prevented from adopting even the most elementary measures to secure his food, clothing, and shelter. The utter devastation caused by the white man was literally incredible, and not until the population figures are examined does the extent of the havoc become evident."
21. ↑  Rawls, p. 29: In the late 1780s, French naval officer and explorer Jean-François de Galaup, comte de La Pérouse described the native dwellings in and around Monterey—consisting of long poles stuck in the ground and drawn together to form arches, then covered with thatch—as "...the most miserable that are to be met with among any people."